# Pilsner Urquell
Pilsner Urquell er et ølmærke som stammer fra byen Plzeň (tysk: Pilsen) i Bøhmen (siden 1993 en del af Tjekkiet). Øllets historie går tilbage til Bürger Brauerei, som blev etableret som et borgerbryggeri i Pilsen i 1839, med det formål at brygge øl efter bayersk opskrift. Bürger Brauerei rekrutterede den bayerske ølbygger Josef Groll, som udviklede ølmærket Pilsner Bier (se pilsner). Eftersom pilsnerøllet hurtigt blev populært langt udenfor Bøhmen, og da andre bryggerier også begyndte at fremstille «pilsnerøl», registrerede Bürger Brauerei i 1898 varemærket Pilsner Urquell, for at understrege at deres øl var den oprindelige pilsner.
Pilsner Urquell var indtil 2017 et af de vigtigste varemærker hos den verdensomspændende ølproducent SABMiller, som også har påbegyndte brygningen af Pilsner Urquell i Polen og Rusland. Men efter fusionen mellem SABMiller og Inbew til AB-inBew i 2017 er varemærket solgt til Asahi Beer Europe.